# 손대업
손대업(孫大業, 1923년 4월 3일~1980년 5월 21일)은 일제강점기와 대한민국의 피아노 연주자, 작사가, 작곡가, 지휘자이자 서양 고전 클래식 음악인이다.

## 주요 경력
- 한국동요작곡연구회 회장
- 추계예술학교 전임교수

## 일생
신민족주의사관에 입각하여 한국사 연구에 기여한 대한민국 사학자 겸 민속학자 남창 손진태(南滄 孫晉泰) 전(前) 서울대학교 사학과 교수의 7촌 외종조카(손대업의 어머니는 손진태의 6촌 누이동생)이기도 한 그는, 1923년 일제 강점기 시대 경상북도 울진에서 출생하였으며 지난날 한때 경상남도 밀양에서 유아기를 보낸 그의 본관은 평해이고 어린 시절 부모, 형제자매, 조부모를 따라 국민정부 시대 중화민국 대륙 본토 만저우 지역 지린 성 룽징 북간도에 건너가 그곳에서 성장하였으며, 1942년 클래식 음악 피아니스트로 첫 데뷔한 이후, 1943년 8월에 만주국 신징 음악원 전문부 2학년 1학기 수료와 함께 자퇴하고, 1945년 8·15 광복 9개월 직전이던 1944년 11월에 경성음악전문학교(훗날 서울대학교 음악대학) 입학 관련을 빌미로 귀국, 이듬해 1946년 자국의 미군정 조선 시대의 수도 서울에서 피아니스트 첫 전격 입문하였고 1947년 동요 작곡가로 본격 입문하였으며 이후 1949년에 27세 나이로 서울대학교 음악대학 작곡과에서 학사 학위 취득하였다.
그의 작품들은 선율에 있어 1950년대 한국적인 음률(音律)이 농후히 표출되어 있는 것이 특징이다.

## 유명세와 음악 기여
이에 아울러 그는 1950년대 이후 대한민국 동요 창작에 있어 특유 시문학적 색채가 섞인 짙은 음악성을 표현하며 현재까지 대한민국 동요 발전에 이바지한 대한민국 동요의 선구자로 회자되고 있다.

## 대표작
- 《무궁화 행진곡》(윤석중 작사)
- 《새 신》(윤석중 작사)
- 《꼬까신》(최계락 작사)
- 《저금통》(손대업 작사 및 작곡)
- 《우리 산 우리 강》(손대업 작사 및 작곡)
- 《얼룩 송아지》(박목월 작사)